# Бейсембаев, Булат Балтакаевич
Булат Балтакаевич Бейсембаев (1 октября 1938, с. Георгиевка Жарминского района Восточно-Казахстанской области — 9 октября 1999, Алма-Ата) — советский и казахстанский учёный-металлург, доктор технических наук (1984), профессор (1992), член-корреспондент АН РК (1989). Директор Института металлургии и обогащения (1995—1999), академик-секретарь отделения наук о земле НАН РК. Лауреат Государственной премии КазССР (1982).
Основные научные труды по металлургии цветных и редких металлов. Разработал и обосновал процесс переработки забалансовых полиметаллических руд Казахстана методами биотехнологий; обобщил физико-химические закономерности, раскрывающие кинетику и механизм окислительно-восстановительных процессов, протекающих при пирогидрометаллургической переработке ванадийсодержащих продуктов металлургической и химической промышленности; внедрил в производство принципиально новую технологию совместного получения фосфора и комплексных легирующих сплавов. Автор 40 изобретений.

## Сочинения
- Подземное выщелачивание свинцово-цинковых руд, А.-А., 1986 (соавт.);
- Теория и практика кучного выщелачивания золота, А. 1998 (coавт.);
- Теория и практика кучного выщелачивания меди. A., 1998 (соавт.).